# Montastruc (Lot i Garonna)
Montastruc – miejscowość i gmina we Francji, w regionie Nowa Akwitania, w departamencie Lot i Garonna.
Według danych na rok 1990 gminę zamieszkiwało 309 osób, a gęstość zaludnienia wynosiła 12 osób/km² (wśród 2290 gmin Akwitanii Montastruc plasuje się na 871. miejscu pod względem liczby ludności, natomiast pod względem powierzchni na miejscu 358.).